# Міжнародна ескадра (інтервенція на Крит, 1897–1898)

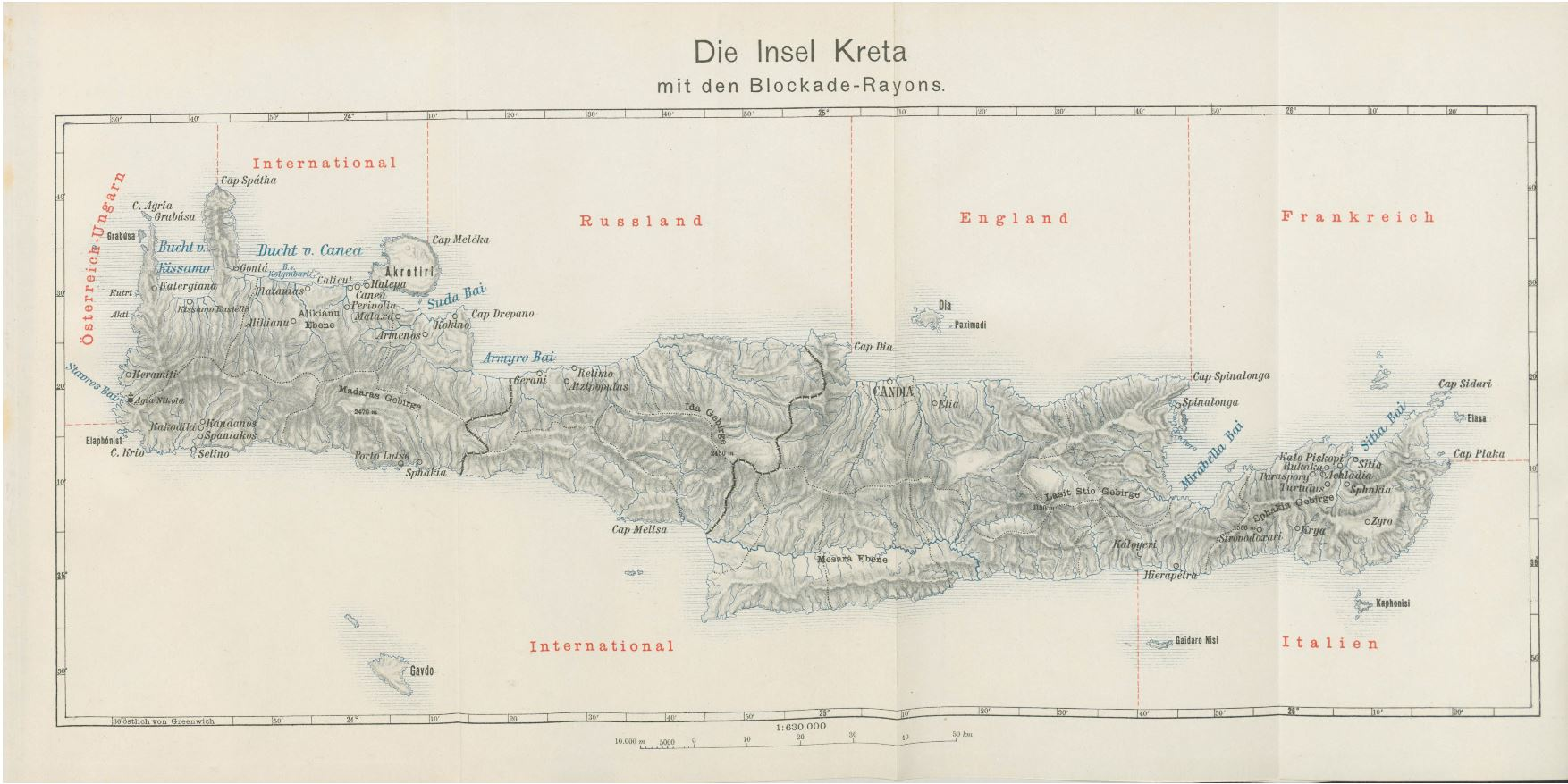
Австро-угорська карта Криту з позначеними зонами блокади для держав учасників Міжнародної ескадри

Міжнародна ескадра — ескадра, сформована на початку 1897 року Великими державами якраз перед початком Грецько-османської війни 1897 року для втручання через повстання місцевого грецького населення на Криті проти правління Османської імперії. Військові кораблі Австро-Угорщини, Франції, Німецької імперії, Італії, Російської імперії, а також Великої Британії сформували ескадру, яка діяла поблизу острова з лютого 1897 року до грудня 1898 року.
Старший адмірал від кожної з держав, яка надіслала кораблі до Криту, став членом «Адміральської ради» — яку також називали «Радою адміралів» та «Міжнародною радою» — яка фактично здійснювала верховну владу на осторові до грудня 1898 року. Найстарший адмірал серед них одночасно командував Міжнародною ескадрою та був головою ради. Спочатку відповідну посаду отримав італійський віцеадмірал Феліче Наполеоно Каневаро (1838—1926). Коли Каневаро залишив Міжнародну ескадру у середині 1898, французький контрадмірал Едуард Пот'є (Édouard Pottier) (1839—1903) став його наступником.
Ескадра здійснила низку бойових операцій, включаючи обстріли окремих позицій та місцевостей на Криті, висадки на острові десантів з моряків ескадри та морських піхотинців, блокади як самого Криту, так і окремих портів Греції, а також підтримку міжнародних окупаційних сил на острові. Після того як Австро-Угорщина та Німеччина відмовились від участі у діяльності ескадри, інші чотири держави все ж продовжили її операції. Після того, як ескадра забезпечила припинення бойових дій на Криті, адмірали намагалися домовитись зі сторонами щодо умов миру. Врешті решт Рала адміралів вирішила утворити нову Критську державу, під сюзеренітетом Османської імперії. Ескадра завершила свою діяльність, у листопаді та грудні 1898 року, евакуювавши з острова всі війська Османської імперії, та доставивши на Крит принца Георга Грецького (1869—1957) як став Високим комісаром у новій державі, завершивши таким чином період прямого управління островом Оттоманською імперією.